# Джейсон Бетті
Джейсон Бетті (англ. Jason Batty, нар. 23 березня 1971, Окленд) — новозеландський футболіст, що грав на позиції воротаря.
У складі національної збірної Нової Зеландії є дворазовим володарем Кубка націй ОФК (1998, 2002) та дворазовим учасником Кубка конфедерацій.

## Клубна кар'єра
Вихованець англійського «Норвіч Сіті». У дорослому футболі дебютував 1989 року виступами за аматорську команду «Роксем», що грала у восьмому за рівнем дивізіоні Англії, але наступного року повернувся на батьківщину у Нову Зеландію, ставши гравцем «Блокгауз Бей», в якій провів чотири сезони у напіваматорській Прем'єр-лізі Північного дивізіону.
Своєю грою за цю команду привернув увагу представників тренерського штабу клубу «Норт-Шор Юнайтед», до складу якого приєднався на початку 1994 року і у тому ж сезоні виграв з командою Національну футбольну лігу, ставши чемпіоном Нової Зеландії. Загалом Бетті відіграв за команду з Окленда три сезони своєї ігрової кар'єри.
Протягом сезону 1997 року захищав кольори американського клубу «Альбукерке Гекос», з яким виграв чемпіонат USISL D-3 Pro League 1997 року.
1998 року уклав контракт з ірландським клубом «Богеміан», де до кінця року зіграв лише у 4 матчах чемпіонату, через що у січні 1999 року він переїхав до Сингапур у «Гейланг Юнайтед».
У сезоні 1999/00 Бетті грав за новозеландський «Футбол Кінгз», який виступав у австралійській Національній футбольній лізі, після чого у 2000 році він повернувся до Англії та провів чотири місяці у «Грімсбі Таун», а у лютому 2001 року приєднався до «Сканторп Юнайтед», де теж не грав. В липні того ж року Бетті ставгравцем «Стейлібрідж Селтік», який і став останнім клубом Джейсона в Англії.
Протягом 2002 року Бетті пограв за новозеландський «Гленфілд Роверз» та американський «Каліфорнія Голд», а завершив кар'єру 2003 року на батьківщині у клубі «Кавершем».

## Виступи за збірну
21 лютого 1995 року дебютував в офіційних матчах у складі національної збірної Нової Зеландії в грі проти Сингапуру (3:0) і швидко став основним воротарем, зігравши у обох матчах на Кубку націй ОФК 1996 року проти Австралії, але його команда програла (0:0 і 0:3) та не вийшла у фінал.
Втім вже на наступному Кубку націй ОФК 1998 року в Австралії новозеландці здобули титул переможця турніру, а Бетті зіграв у всіх чотирьох матчах —проти Таїті, Вануату, Фіджі та фіналу проти Австралії. Перемога дозволила новозеландцям представляти федерацію на Кубку конфедерацій 1999 року, вперше у своїй історії. На турнірі в Мексиці Джейсон зіграв у всіх трьох матчах — з США, Німеччиною та Бразилією, але його команда програла всі три гри і не вийшла з групи.
На черговому Кубку націй ОФК 2000 року у Французькій Полінезії Бетті знову був основним воротарем, зігравши у всіх чотирьох іграх, але цього разу його команда поступилась австралійцям у фіналі і здобула лише «срібло». 
За два роки на домашньому Кубку націй ОФК 2002 року Бетті вдруге у кар'єрі здобув титул переможця турніру, і знову як основний воротар. Це дозволило збірній і Джейсону ще раз поїхати на розіграш Кубка конфедерацій 2003 року. Втім на турнірі у Франції Бетті був резервним воротарем за спиною у Майкла Уттінга і не виходив на поле. 
Бетті востаннє зіграв у збірній 27 травня 2003 року у товариському матчі проти Шотландії (1:1). Всього протягом кар'єри у національній команді, яка тривала 9 років, провів у її формі 46 матчів.

## Титули і досягнення
- Чемпіон  новозеландської Національної футбольної ліги (1): 1994
- Володар Кубка націй ОФК: 1998, 2002
- Срібний призер Кубка націй ОФК: 2000